# Список озер Казахстану
Казахстан має площу 2 724 902 км², із них озера займають площу 45 002 км². На території країни розташовано 48 262 озера, з яких 45 248 озер мають площу менше 1 км². Озер із площею понад 100 км² всього 21. По країні озера розподілені нерівномірно: 45% усіх озер розташовуються на півночі (21580 озер), 36% — в центрі та на півдні (17550 озер). Майже всі озера безстічні і відрізняються різким коливанням рівня води, яка у більшості озер солона.

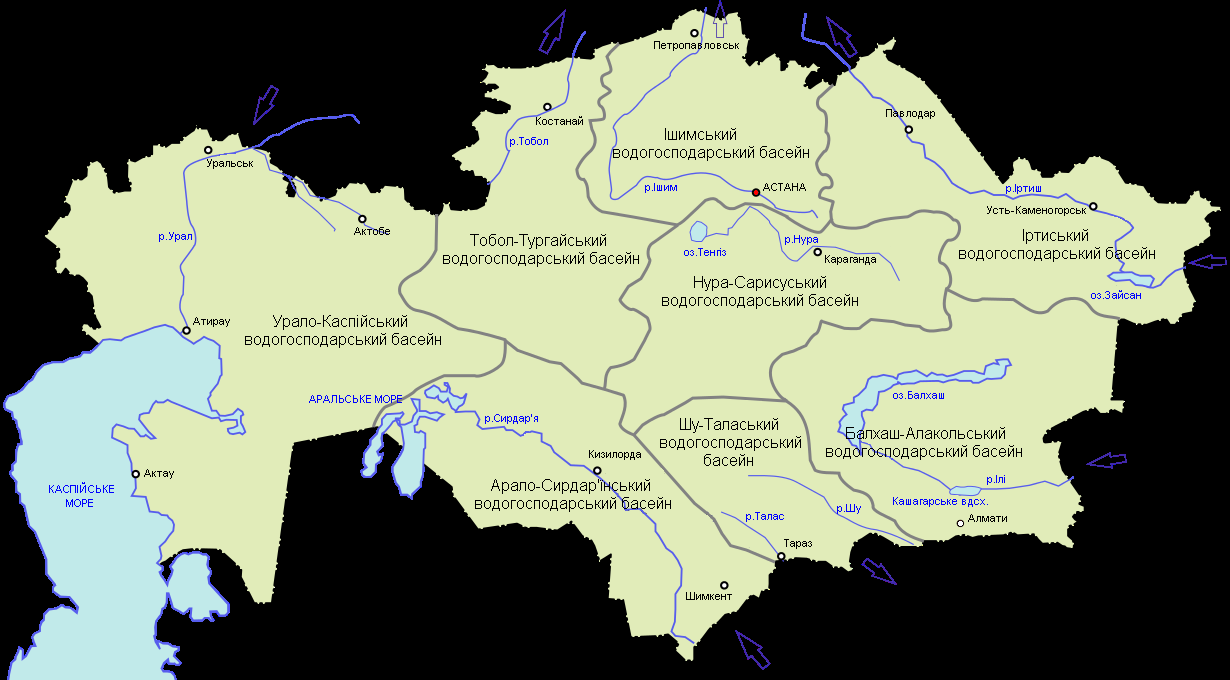
Водогосподарські басейни Казахстану

У списку подано всі озера, назву та розташування яких відоме. Водойми для полегшення систематизації розподілені за водогосподарськими басейнами, яких у країні виділяється 8:
- Арало-Сирдар'їнський
- Балхаш-Алакольський
- Іртиський
- Ішимський
- Нура-Сарисуський
- Тобол-Тургайський
- Урало-Каспійський
- Шу-Таласький

Список також складений і за адміністративно-територіальним поділом, який все ж таки не виходить за межі водогосподарських басейнів.

## Іртиський водогосподарський басейн

### Східноказахстанська область,Зайсанський район
| Озеро         | Координати                                                            | Площа, км² | Висота, м | Стік               | Вікімапія                                              |
| ------------- | --------------------------------------------------------------------- | ---------- | --------- | ------------------ | ------------------------------------------------------ |
| Великі Озерки | 46°51′39″ пн. ш. 84°56′09″ сх. д. / 46.86083° пн. ш. 84.93583° сх. д. | -          | ~2030     | безстічне          | На карті [Архівовано 1 лютого 2018 у Wayback Machine.] |
| Кизилжар      | 47°57′00″ пн. ш. 85°05′52″ сх. д. / 47.95000° пн. ш. 85.09778° сх. д. | -          | 402       | річка Чорний Іртиш | На карті [Архівовано 1 лютого 2018 у Wayback Machine.] |
| Кольшекколь   | 47°14′14″ пн. ш. 85°05′52″ сх. д. / 47.23722° пн. ш. 85.09778° сх. д. | -          | ~2510     | безстічне          | На карті [Архівовано 1 лютого 2018 у Wayback Machine.] |
| Сарикамик     | 47°48′49″ пн. ш. 85°29′03″ сх. д. / 47.81361° пн. ш. 85.48417° сх. д. | -          | ~500      | безстічне          | На карті [Архівовано 1 лютого 2018 у Wayback Machine.] |
| Сариколь      | 47°48′00″ пн. ш. 85°05′59″ сх. д. / 47.80000° пн. ш. 85.09972° сх. д. | -          | ~430      | безстічне          | На карті [Архівовано 1 лютого 2018 у Wayback Machine.] |
| Сариманак     | 47°52′00″ пн. ш. 85°00′54″ сх. д. / 47.86667° пн. ш. 85.01500° сх. д. | -          | ~390      | безстічне          | На карті [Архівовано 1 лютого 2018 у Wayback Machine.] |

### Східноказахстанська область,Зиряновська міська адміністрація
| Озеро          | Координати                                                            | Площа, км² | Висота, м | Стік                  | Вікімапія                                              |
| -------------- | --------------------------------------------------------------------- | ---------- | --------- | --------------------- | ------------------------------------------------------ |
| Громотушинське | 50°17′20″ пн. ш. 83°51′20″ сх. д. / 50.28889° пн. ш. 83.85556° сх. д. | -          | 2095      | річка Права Громотуха | На карті [Архівовано 1 лютого 2018 у Wayback Machine.] |
| Кедрове        | 50°18′08″ пн. ш. 84°08′05″ сх. д. / 50.30222° пн. ш. 84.13472° сх. д. | -          | ~1910     | безстічне             | На карті [Архівовано 1 лютого 2018 у Wayback Machine.] |
| Палевське      | 50°17′34″ пн. ш. 83°58′14″ сх. д. / 50.29278° пн. ш. 83.97056° сх. д. | -          | 2114      | річка Права Громотуха | На карті [Архівовано 1 лютого 2018 у Wayback Machine.] |
| Розсипне       | 50°16′52″ пн. ш. 83°50′30″ сх. д. / 50.28111° пн. ш. 83.84167° сх. д. | -          | ~2180     | річка Права Громотуха | На карті [Архівовано 1 лютого 2018 у Wayback Machine.] |

### Східноказахстанська область,Катон-Карагайський район
| Озеро         | Координати                                                            | Площа, км² | Висота, м | Стік                      | Вікімапія                                              |
| ------------- | --------------------------------------------------------------------- | ---------- | --------- | ------------------------- | ------------------------------------------------------ |
| Бланди-Куль   | 49°13′04″ пн. ш. 87°01′45″ сх. д. / 49.21778° пн. ш. 87.02917° сх. д. | -          | ~2070     | річка Бухтарма            | На карті [Архівовано 1 лютого 2018 у Wayback Machine.] |
| Бухтарминське | 49°17′06″ пн. ш. 86°56′42″ сх. д. / 49.28500° пн. ш. 86.94500° сх. д. | -          | 2056      | річка Шандаге-Булак       | На карті [Архівовано 1 лютого 2018 у Wayback Machine.] |
| Косколь       | 49°29′42″ пн. ш. 86°47′29″ сх. д. / 49.49500° пн. ш. 86.79139° сх. д. | -          | ~2230     | річка Велика Чорна Берель | На карті [Архівовано 1 лютого 2018 у Wayback Machine.] |
| Маральє       | 49°26′10″ пн. ш. 85°59′19″ сх. д. / 49.43611° пн. ш. 85.98861° сх. д. | -          | 1763      | річка Біла                | На карті [Архівовано 1 лютого 2018 у Wayback Machine.] |
| Рахмановське  | 49°31′23″ пн. ш. 86°31′53″ сх. д. / 49.52306° пн. ш. 86.53139° сх. д. | -          | ~1770     | річка Арасан              | На карті [Архівовано 1 лютого 2018 у Wayback Machine.] |
| Ушколь        | 49°32′41″ пн. ш. 86°36′58″ сх. д. / 49.54472° пн. ш. 86.61611° сх. д. | -          | ~2090     | річка Чорна Берель        | На карті [Архівовано 1 лютого 2018 у Wayback Machine.] |
| Чернове       | 49°25′52″ пн. ш. 86°07′27″ сх. д. / 49.43111° пн. ш. 86.12417° сх. д. | -          | 1964      | річка Караарик            | На карті [Архівовано 1 лютого 2018 у Wayback Machine.] |
| Язове         | 49°33′43″ пн. ш. 86°18′39″ сх. д. / 49.56194° пн. ш. 86.31083° сх. д. | -          | 1656      | річка Язова               | На карті [Архівовано 1 лютого 2018 у Wayback Machine.] |

### Східноказахстанська область,Кокпектинський район
| Озеро         | Координати                                                            | Площа, км² | Висота, м | Стік           | Вікімапія                                              |
| ------------- | --------------------------------------------------------------------- | ---------- | --------- | -------------- | ------------------------------------------------------ |
| Казнаковське  | 48°51′44″ пн. ш. 83°22′50″ сх. д. / 48.86222° пн. ш. 83.38056° сх. д. | -          | ~430      | річка Кулуджун | На карті [Архівовано 1 лютого 2018 у Wayback Machine.] |
| Камбаркарасу  | 48°44′24″ пн. ш. 83°16′38″ сх. д. / 48.74000° пн. ш. 83.27722° сх. д. | -          | ~420      | річка Кулуджун | На карті [Архівовано 1 лютого 2018 у Wayback Machine.] |
| Карагандиколь | 48°29′11″ пн. ш. 82°55′58″ сх. д. / 48.48639° пн. ш. 82.93278° сх. д. | -          | ~435      | озеро Зайсан   | На карті [Архівовано 1 лютого 2018 у Wayback Machine.] |
| Караоткель    | 48°41′05″ пн. ш. 83°10′46″ сх. д. / 48.68472° пн. ш. 83.17944° сх. д. | -          | ~425      | річка Тентек   | На карті [Архівовано 1 лютого 2018 у Wayback Machine.] |

### Східноказахстанська область,Курчумський район
| Озеро            | Координати                                                            | Площа, км² | Висота, м | Стік               | Вікімапія                                              |
| ---------------- | --------------------------------------------------------------------- | ---------- | --------- | ------------------ | ------------------------------------------------------ |
| Айнаколь         | 48°29′06″ пн. ш. 84°21′29″ сх. д. / 48.48500° пн. ш. 84.35806° сх. д. | -          | ~590      | безстічне          | На карті [Архівовано 1 лютого 2018 у Wayback Machine.] |
| Акторанги        | 47°58′11″ пн. ш. 84°51′25″ сх. д. / 47.96972° пн. ш. 84.85694° сх. д. | -          | ~405      | безстічне          | На карті [Архівовано 1 лютого 2018 у Wayback Machine.] |
| Арасан           | 48°31′02″ пн. ш. 84°18′36″ сх. д. / 48.51722° пн. ш. 84.31000° сх. д. | -          | ~690      | безстічне          | На карті [Архівовано 1 лютого 2018 у Wayback Machine.] |
| Бастума          | 48°41′36″ пн. ш. 83°38′52″ сх. д. / 48.69333° пн. ш. 83.64778° сх. д. | -          | ~470      | річка Караозек     | На карті [Архівовано 1 лютого 2018 у Wayback Machine.] |
| Бельколь         | 48°37′52″ пн. ш. 84°24′00″ сх. д. / 48.63111° пн. ш. 84.40000° сх. д. | -          | ~910      | безстічне          | На карті [Архівовано 1 лютого 2018 у Wayback Machine.] |
| Бітекак (Бітека) | 48°17′39″ пн. ш. 84°00′15″ сх. д. / 48.29417° пн. ш. 84.00417° сх. д. | -          | ~390      | безстічне          | На карті [Архівовано 1 лютого 2018 у Wayback Machine.] |
| Бурмаколь        | 48°30′11″ пн. ш. 83°57′49″ сх. д. / 48.50306° пн. ш. 83.96361° сх. д. | -          | ~450      | безстічне          | На карті [Архівовано 1 лютого 2018 у Wayback Machine.] |
| Жаманколь        | 48°27′23″ пн. ш. 84°01′18″ сх. д. / 48.45639° пн. ш. 84.02167° сх. д. | -          | ~410      | безстічне          | На карті [Архівовано 1 лютого 2018 у Wayback Machine.] |
| Караколь         | 48°01′36″ пн. ш. 85°06′06″ сх. д. / 48.02667° пн. ш. 85.10167° сх. д. | -          | ~420      | річка Чорний Іртиш | На карті [Архівовано 1 лютого 2018 у Wayback Machine.] |
| Карамирза        | 48°34′14″ пн. ш. 84°06′55″ сх. д. / 48.57056° пн. ш. 84.11528° сх. д. | -          | ~540      | озеро Саршаколь    | На карті [Архівовано 1 лютого 2018 у Wayback Machine.] |
| Кемерколь        | 48°36′23″ пн. ш. 84°27′45″ сх. д. / 48.60639° пн. ш. 84.46250° сх. д. | -          | ~870      | безстічне          | На карті [Архівовано 1 лютого 2018 у Wayback Machine.] |
| Кизилтума        | 48°13′32″ пн. ш. 84°15′00″ сх. д. / 48.22556° пн. ш. 84.25000° сх. д. | -          | ~390      | безстічне          | На карті [Архівовано 1 лютого 2018 у Wayback Machine.] |
| Козенколь        | 48°34′06″ пн. ш. 84°12′24″ сх. д. / 48.56833° пн. ш. 84.20667° сх. д. | -          | 642       | безстічне          | На карті [Архівовано 1 лютого 2018 у Wayback Machine.] |
| Косколь, озера   | 48°37′34″ пн. ш. 84°29′03″ сх. д. / 48.62611° пн. ш. 84.48417° сх. д. | -          | ~870      | безстічні          | На карті [Архівовано 1 лютого 2018 у Wayback Machine.] |
| Коскудук         | 48°30′16″ пн. ш. 84°01′04″ сх. д. / 48.50444° пн. ш. 84.01778° сх. д. | -          | ~470      | безстічне          | На карті [Архівовано 1 лютого 2018 у Wayback Machine.] |
| Куамбайколь      | 48°32′25″ пн. ш. 84°22′07″ сх. д. / 48.54028° пн. ш. 84.36861° сх. д. | -          | ~700      | безстічне          | На карті [Архівовано 1 лютого 2018 у Wayback Machine.] |
| Кугове           | 48°29′18″ пн. ш. 83°44′40″ сх. д. / 48.48833° пн. ш. 83.74444° сх. д. | -          | ~430      | безстічне          | На карті [Архівовано 1 лютого 2018 у Wayback Machine.] |
| Курумбай         | 48°31′00″ пн. ш. 84°24′44″ сх. д. / 48.51667° пн. ш. 84.41222° сх. д. | -          | ~750      | безстічне          | На карті [Архівовано 1 лютого 2018 у Wayback Machine.] |
| Лиспай           | 47°58′03″ пн. ш. 85°03′53″ сх. д. / 47.96750° пн. ш. 85.06472° сх. д. | -          | 402       | річка Чорний Іртиш | На карті [Архівовано 1 лютого 2018 у Wayback Machine.] |
| Маркаколь        | 48°44′33″ пн. ш. 85°46′35″ сх. д. / 48.74250° пн. ш. 85.77639° сх. д. | 455        | 1447      | річка Кальжир      | На карті [Архівовано 1 лютого 2018 у Wayback Machine.] |
| Сабурбай         | 48°29′21″ пн. ш. 84°00′29″ сх. д. / 48.48917° пн. ш. 84.00806° сх. д. | -          | ~450      | озеро Бурмаколь    | На карті [Архівовано 1 лютого 2018 у Wayback Machine.] |
| Сариколь         | 48°33′34″ пн. ш. 83°53′53″ сх. д. / 48.55944° пн. ш. 83.89806° сх. д. | -          | ~470      | безстічне          | На карті [Архівовано 1 лютого 2018 у Wayback Machine.] |
| Саршаколь        | 48°34′52″ пн. ш. 84°02′34″ сх. д. / 48.58111° пн. ш. 84.04278° сх. д. | -          | ~510      | безстічне          | На карті [Архівовано 1 лютого 2018 у Wayback Machine.] |
| Секзекколь       | 48°36′13″ пн. ш. 84°33′07″ сх. д. / 48.60361° пн. ш. 84.55194° сх. д. | -          | ~950      | безстічне          | На карті [Архівовано 1 лютого 2018 у Wayback Machine.] |
| Тайжамилган      | 48°29′47″ пн. ш. 83°54′37″ сх. д. / 48.49639° пн. ш. 83.91028° сх. д. | -          | ~430      | річка Айгирсу      | На карті [Архівовано 1 лютого 2018 у Wayback Machine.] |
| Такирколь        | 48°32′01″ пн. ш. 84°17′29″ сх. д. / 48.53361° пн. ш. 84.29139° сх. д. | -          | ~670      | безстічне          | На карті [Архівовано 1 лютого 2018 у Wayback Machine.] |
| Тузколь          | 48°23′47″ пн. ш. 83°59′34″ сх. д. / 48.39639° пн. ш. 83.99278° сх. д. | -          | ~395      | безстічне          | На карті [Архівовано 1 лютого 2018 у Wayback Machine.] |
| Шагирколь        | 48°34′02″ пн. ш. 84°01′35″ сх. д. / 48.56722° пн. ш. 84.02639° сх. д. | -          | ~510      | безстічне          | На карті [Архівовано 1 лютого 2018 у Wayback Machine.] |
| Шийколь          | 48°32′09″ пн. ш. 84°13′22″ сх. д. / 48.53583° пн. ш. 84.22278° сх. д. | -          | ~670      | безстічне          | На карті [Архівовано 1 лютого 2018 у Wayback Machine.] |

### Східноказахстанська область,Леніногорська міська адміністрація
| Озеро      | Координати                                                            | Площа, км² | Висота, м | Стік            | Вікімапія                                              |
| ---------- | --------------------------------------------------------------------- | ---------- | --------- | --------------- | ------------------------------------------------------ |
| Підбєлкове | 50°18′54″ пн. ш. 83°50′41″ сх. д. / 50.31500° пн. ш. 83.84472° сх. д. | -          | ~1900     | річка Поперечна | На карті [Архівовано 1 лютого 2018 у Wayback Machine.] |

### Східноказахстанська область,Тарбагатайський район
| Озеро   | Координати                                                            | Площа, км² | Висота, м | Стік      | Вікімапія                                              |
| ------- | --------------------------------------------------------------------- | ---------- | --------- | --------- | ------------------------------------------------------ |
| Ащиколь | 48°12′55″ пн. ш. 82°24′52″ сх. д. / 48.21528° пн. ш. 82.41444° сх. д. | -          | ~510      | безстічне | На карті [Архівовано 1 лютого 2018 у Wayback Machine.] |
| Косколь | 47°52′25″ пн. ш. 82°34′04″ сх. д. / 47.87361° пн. ш. 82.56778° сх. д. | -          | ~570      | безстічне | На карті [Архівовано 1 лютого 2018 у Wayback Machine.] |

### Східноказахстанська область,Уланський район
| Озеро         | Координати                                                            | Площа, км² | Висота, м | Стік          | Вікімапія                                              |
| ------------- | --------------------------------------------------------------------- | ---------- | --------- | ------------- | ------------------------------------------------------ |
| Айир          | 49°44′53″ пн. ш. 82°01′41″ сх. д. / 49.74806° пн. ш. 82.02806° сх. д. | -          | 502       | безстічне     | На карті [Архівовано 1 лютого 2018 у Wayback Machine.] |
| Дідове        | 50°11′23″ пн. ш. 82°04′59″ сх. д. / 50.18972° пн. ш. 82.08306° сх. д. | -          | ~250      | річка Іртиш   | На карті [Архівовано 1 лютого 2018 у Wayback Machine.] |
| Дубигалинське | 50°03′42″ пн. ш. 81°47′27″ сх. д. / 50.06167° пн. ш. 81.79083° сх. д. | -          | 343       | безстічне     | На карті [Архівовано 1 лютого 2018 у Wayback Machine.] |
| Караколь*     | 49°26′11″ пн. ш. 82°40′18″ сх. д. / 49.43639° пн. ш. 82.67167° сх. д. | -          | ~870      | річка Сібинка | На карті [Архівовано 1 лютого 2018 у Wayback Machine.] |
| Карашоки      | 49°50′10″ пн. ш. 82°10′25″ сх. д. / 49.83611° пн. ш. 82.17361° сх. д. | -          | ~370      | річка Куржира | На карті [Архівовано 1 лютого 2018 у Wayback Machine.] |
| Копійка       | 50°12′12″ пн. ш. 81°56′07″ сх. д. / 50.20333° пн. ш. 81.93528° сх. д. | -          | ~250      | річка Іртиш   | На карті [Архівовано 1 лютого 2018 у Wayback Machine.] |
| Коржинколь*   | 49°26′04″ пн. ш. 82°39′12″ сх. д. / 49.43444° пн. ш. 82.65333° сх. д. | -          | ~860      | річка Сібинка | На карті [Архівовано 1 лютого 2018 у Wayback Machine.] |
| Макетколь     | 49°44′54″ пн. ш. 81°58′46″ сх. д. / 49.74833° пн. ш. 81.97944° сх. д. | -          | ~470      | безстічне     | На карті [Архівовано 1 лютого 2018 у Wayback Machine.] |
| Садирколь*    | 49°27′09″ пн. ш. 82°35′36″ сх. д. / 49.45250° пн. ш. 82.59333° сх. д. | -          | ~710      | річка Сібинка | На карті [Архівовано 1 лютого 2018 у Wayback Machine.] |
| Стеклянка     | 50°11′36″ пн. ш. 81°56′07″ сх. д. / 50.19333° пн. ш. 81.93528° сх. д. | -          | ~250      | річка Іртиш   | На карті [Архівовано 1 лютого 2018 у Wayback Machine.] |
| Торткара*     | 49°26′59″ пн. ш. 82°37′06″ сх. д. / 49.44972° пн. ш. 82.61833° сх. д. | -          | ~790      | річка Сібинка | На карті [Архівовано 1 лютого 2018 у Wayback Machine.] |
| Шалкар*       | 49°26′48″ пн. ш. 82°38′23″ сх. д. / 49.44667° пн. ш. 82.63972° сх. д. | -          | 825       | річка Сібинка | На карті [Архівовано 1 лютого 2018 у Wayback Machine.] |
| Шибиндиколь   | 49°21′58″ пн. ш. 83°01′52″ сх. д. / 49.36611° пн. ш. 83.03111° сх. д. | -          | ~1030     | річка Таїнти  | На карті [Архівовано 1 лютого 2018 у Wayback Machine.] |

Примітки: * — зі складу Сібинських озер

## Ішимський водогосподарський басейн

### Північно-Казахстанська область, Жамбильський район
| Озеро                   | Координати                                                            | Площа, км² | Висота, м | Стік      | Вікімапія                                              | Примітки                                                   |
| ----------------------- | --------------------------------------------------------------------- | ---------- | --------- | --------- | ------------------------------------------------------ | ---------------------------------------------------------- |
| Альошино                | 54°33′40″ пн. ш. 66°06′46″ сх. д. / 54.56111° пн. ш. 66.11278° сх. д. | -          | ~150      | безстічне | На карті [Архівовано 1 лютого 2018 у Wayback Machine.] | -                                                          |
| Анохіно                 | 54°38′59″ пн. ш. 66°19′13″ сх. д. / 54.64972° пн. ш. 66.32028° сх. д. | -          | ~150      | безстічне | На карті [Архівовано 1 лютого 2018 у Wayback Machine.] | -                                                          |
| Башенне                 | 54°36′56″ пн. ш. 66°22′44″ сх. д. / 54.61556° пн. ш. 66.37889° сх. д. | -          | ~150      | безстічне | На карті [Архівовано 1 лютого 2018 у Wayback Machine.] | -                                                          |
| Башкирське              | 54°34′22″ пн. ш. 66°25′05″ сх. д. / 54.57278° пн. ш. 66.41806° сх. д. | -          | ~150      | безстічне | На карті [Архівовано 1 лютого 2018 у Wayback Machine.] | -                                                          |
| Велике Кобиляче         | 54°42′29″ пн. ш. 66°23′11″ сх. д. / 54.70806° пн. ш. 66.38639° сх. д. | -          | 144       | безстічне | На карті [Архівовано 1 лютого 2018 у Wayback Machine.] | проходить Казахстансько-російський кордон                  |
| Велике Кругле           | 54°37′55″ пн. ш. 66°06′42″ сх. д. / 54.63194° пн. ш. 66.11167° сх. д. | -          | ~150      | безстічне | На карті [Архівовано 1 лютого 2018 у Wayback Machine.] | -                                                          |
| Велике Усачово          | 54°43′28″ пн. ш. 66°33′56″ сх. д. / 54.72444° пн. ш. 66.56556° сх. д. | -          | ~150      | безстічне | На карті [Архівовано 1 лютого 2018 у Wayback Machine.] | -                                                          |
| Великий Чабак           | 54°29′36″ пн. ш. 66°33′43″ сх. д. / 54.49333° пн. ш. 66.56194° сх. д. | -          | 154       | безстічне | На карті [Архівовано 1 лютого 2018 у Wayback Machine.] | -                                                          |
| Волгарево               | 54°37′40″ пн. ш. 66°10′44″ сх. д. / 54.62778° пн. ш. 66.17889° сх. д. | -          | 154       | безстічне | На карті [Архівовано 1 лютого 2018 у Wayback Machine.] | -                                                          |
| Гірке                   | 54°43′44″ пн. ш. 66°57′26″ сх. д. / 54.72889° пн. ш. 66.95722° сх. д. | -          | 137       | безстічне | На карті [Архівовано 1 лютого 2018 у Wayback Machine.] | село Казанка                                               |
| Гірке                   | 54°32′43″ пн. ш. 66°09′09″ сх. д. / 54.54528° пн. ш. 66.15250° сх. д. | -          | ~150      | безстічне | На карті [Архівовано 1 лютого 2018 у Wayback Machine.] | село Прісноредуть                                          |
| Гірке                   | 54°34′22″ пн. ш. 66°06′41″ сх. д. / 54.57278° пн. ш. 66.11139° сх. д. | -          | ~150      | безстічне | На карті [Архівовано 1 лютого 2018 у Wayback Machine.] | -                                                          |
| Гірко-Солоне            | 54°42′02″ пн. ш. 66°36′14″ сх. д. / 54.70056° пн. ш. 66.60389° сх. д. | -          | ~150      | безстічне | На карті [Архівовано 1 лютого 2018 у Wayback Machine.] | -                                                          |
| Головасте               | 54°33′23″ пн. ш. 66°11′54″ сх. д. / 54.55639° пн. ш. 66.19833° сх. д. | -          | ~160      | безстічне | На карті [Архівовано 1 лютого 2018 у Wayback Machine.] | -                                                          |
| Долбілово               | 54°37′25″ пн. ш. 66°32′13″ сх. д. / 54.62361° пн. ш. 66.53694° сх. д. | -          | 151       | безстічне | На карті [Архівовано 1 лютого 2018 у Wayback Machine.] | село Будьонне                                              |
| Друге                   | 54°31′10″ пн. ш. 66°20′07″ сх. д. / 54.51944° пн. ш. 66.33528° сх. д. | -          | ~150      | безстічне | На карті [Архівовано 1 лютого 2018 у Wayback Machine.] | -                                                          |
| Єкатеринівське (Плоске) | 54°34′34″ пн. ш. 66°40′13″ сх. д. / 54.57611° пн. ш. 66.67028° сх. д. | -          | ~150      | безстічне | На карті [Архівовано 1 лютого 2018 у Wayback Machine.] | поряд село Єкатериновка                                    |
| Зотово                  | 54°42′32″ пн. ш. 66°29′15″ сх. д. / 54.70889° пн. ш. 66.48750° сх. д. | -          | ~150      | безстічне | На карті [Архівовано 1 лютого 2018 у Wayback Machine.] | -                                                          |
| Ілеманово               | 54°32′02″ пн. ш. 66°35′34″ сх. д. / 54.53389° пн. ш. 66.59278° сх. д. | -          | ~150      | безстічне | На карті [Архівовано 1 лютого 2018 у Wayback Machine.] | -                                                          |
| Кабаняче                | 54°40′18″ пн. ш. 66°29′54″ сх. д. / 54.67167° пн. ш. 66.49833° сх. д. | -          | ~150      | безстічне | На карті [Архівовано 1 лютого 2018 у Wayback Machine.] | село Кабань                                                |
| Карабалик               | 54°33′59″ пн. ш. 66°27′05″ сх. д. / 54.56639° пн. ш. 66.45139° сх. д. | -          | ~150      | безстічне | На карті [Архівовано 1 лютого 2018 у Wayback Machine.] | -                                                          |
| Качине                  | 54°44′49″ пн. ш. 66°58′19″ сх. д. / 54.74694° пн. ш. 66.97194° сх. д. | -          | ~130      | безстічне | На карті [Архівовано 1 лютого 2018 у Wayback Machine.] | -                                                          |
| Комишне                 | 54°44′23″ пн. ш. 66°37′47″ сх. д. / 54.73972° пн. ш. 66.62972° сх. д. | -          | ~150      | безстічне | На карті [Архівовано 1 лютого 2018 у Wayback Machine.] | -                                                          |
| Крутояре                | 54°32′49″ пн. ш. 66°23′03″ сх. д. / 54.54694° пн. ш. 66.38417° сх. д. | -          | 156       | безстічне | На карті [Архівовано 1 лютого 2018 у Wayback Machine.] | -                                                          |
| Кужі                    | 54°30′06″ пн. ш. 66°31′36″ сх. д. / 54.50167° пн. ш. 66.52667° сх. д. | -          | ~150      | безстічне | На карті [Архівовано 1 лютого 2018 у Wayback Machine.] | село Чапаєвка                                              |
| Курганське              | 54°40′34″ пн. ш. 66°43′08″ сх. д. / 54.67611° пн. ш. 66.71889° сх. д. | -          | ~150      | безстічне | На карті [Архівовано 1 лютого 2018 у Wayback Machine.] | руїни села Усердне                                         |
| Майорське               | 54°39′57″ пн. ш. 66°20′03″ сх. д. / 54.66583° пн. ш. 66.33417° сх. д. | -          | ~150      | безстічне | На карті [Архівовано 1 лютого 2018 у Wayback Machine.] | -                                                          |
| Монастирське            | 54°32′42″ пн. ш. 66°17′29″ сх. д. / 54.54500° пн. ш. 66.29139° сх. д. | -          | ~150      | безстічне | На карті [Архівовано 1 лютого 2018 у Wayback Machine.] | поряд руїни Архістратиго-Михайлівського жіночого монастиря |
| Мохове                  | 54°41′13″ пн. ш. 66°59′56″ сх. д. / 54.68694° пн. ш. 66.99889° сх. д. | -          | ~140      | безстічне | На карті [Архівовано 1 лютого 2018 у Wayback Machine.] | -                                                          |
| Отаманське              | 54°30′07″ пн. ш. 66°15′23″ сх. д. / 54.50194° пн. ш. 66.25639° сх. д. | -          | 159       | безстічне | На карті [Архівовано 1 лютого 2018 у Wayback Machine.] | -                                                          |
| Пенькувате              | 54°38′04″ пн. ш. 66°24′14″ сх. д. / 54.63444° пн. ш. 66.40389° сх. д. | -          | ~150      | безстічне | На карті [Архівовано 1 лютого 2018 у Wayback Machine.] | -                                                          |
| Питне                   | 54°35′42″ пн. ш. 66°41′27″ сх. д. / 54.59500° пн. ш. 66.69083° сх. д. | -          | ~150      | безстічне | На карті [Архівовано 1 лютого 2018 у Wayback Machine.] | село Єкатериновка                                          |
| Питне                   | 54°39′06″ пн. ш. 66°29′13″ сх. д. / 54.65167° пн. ш. 66.48694° сх. д. | -          | ~150      | безстічне | На карті [Архівовано 1 лютого 2018 у Wayback Machine.] | село Кабань                                                |
| Питне                   | 54°42′23″ пн. ш. 66°56′55″ сх. д. / 54.70639° пн. ш. 66.94861° сх. д. | -          | 138       | безстічне | На карті [Архівовано 1 лютого 2018 у Wayback Machine.] | село Казанка                                               |
| Піщане                  | 54°43′30″ пн. ш. 66°40′18″ сх. д. / 54.72500° пн. ш. 66.67167° сх. д. | -          | ~150      | безстічне | На карті [Архівовано 1 лютого 2018 у Wayback Machine.] | -                                                          |
| Піщане                  | 54°31′49″ пн. ш. 66°07′09″ сх. д. / 54.53028° пн. ш. 66.11917° сх. д. | -          | ~150      | безстічне | На карті [Архівовано 1 лютого 2018 у Wayback Machine.] | -                                                          |
| Піщане                  | 54°31′23″ пн. ш. 66°29′23″ сх. д. / 54.52306° пн. ш. 66.48972° сх. д. | -          | ~150      | безстічне | На карті [Архівовано 1 лютого 2018 у Wayback Machine.] | -                                                          |
| Піщанка                 | 54°31′52″ пн. ш. 66°13′51″ сх. д. / 54.53111° пн. ш. 66.23083° сх. д. | -          | ~150      | безстічне | На карті [Архівовано 1 лютого 2018 у Wayback Machine.] | руїни села Піщанка                                         |
| Прісне                  | 54°33′12″ пн. ш. 66°08′35″ сх. д. / 54.55333° пн. ш. 66.14306° сх. д. | -          | ~150      | безстічне | На карті [Архівовано 1 лютого 2018 у Wayback Machine.] | село Прісноредуть                                          |
| П'янково                | 54°42′20″ пн. ш. 66°26′59″ сх. д. / 54.70556° пн. ш. 66.44972° сх. д. | -          | 144       | безстічне | На карті [Архівовано 1 лютого 2018 у Wayback Machine.] | проходить Казахстансько-російський кордон                  |
| Річково                 | 54°30′53″ пн. ш. 66°14′32″ сх. д. / 54.51472° пн. ш. 66.24222° сх. д. | -          | ~150      | безстічне | На карті [Архівовано 1 лютого 2018 у Wayback Machine.] | -                                                          |
| Світле                  | 54°34′31″ пн. ш. 66°35′24″ сх. д. / 54.57528° пн. ш. 66.59000° сх. д. | -          | ~150      | безстічне | На карті [Архівовано 1 лютого 2018 у Wayback Machine.] | поряд село Світле                                          |
| Седельніково            | 54°30′51″ пн. ш. 66°07′50″ сх. д. / 54.51417° пн. ш. 66.13056° сх. д. | -          | 159       | безстічне | На карті [Архівовано 1 лютого 2018 у Wayback Machine.] | -                                                          |
| Семиозерне              | 54°37′43″ пн. ш. 66°22′51″ сх. д. / 54.62861° пн. ш. 66.38083° сх. д. | -          | 155       | безстічне | На карті [Архівовано 1 лютого 2018 у Wayback Machine.] | руїни села Семиозерка                                      |
| Собаче                  | 54°38′14″ пн. ш. 66°12′34″ сх. д. / 54.63722° пн. ш. 66.20944° сх. д. | -          | ~150      | безстічне | На карті [Архівовано 1 лютого 2018 у Wayback Machine.] | -                                                          |
| Солодке                 | 54°32′05″ пн. ш. 66°24′33″ сх. д. / 54.53472° пн. ш. 66.40917° сх. д. | -          | ~150      | безстічне | На карті [Архівовано 1 лютого 2018 у Wayback Machine.] | -                                                          |
| Солодке                 | 54°38′02″ пн. ш. 66°20′49″ сх. д. / 54.63389° пн. ш. 66.34694° сх. д. | -          | ~150      | безстічне | На карті [Архівовано 1 лютого 2018 у Wayback Machine.] | руїни села Семиозерка                                      |
| Суркіно                 | 54°39′50″ пн. ш. 66°23′33″ сх. д. / 54.66389° пн. ш. 66.39250° сх. д. | -          | ~150      | безстічне | На карті [Архівовано 1 лютого 2018 у Wayback Machine.] | -                                                          |
| Темне                   | 54°35′16″ пн. ш. 66°27′52″ сх. д. / 54.58778° пн. ш. 66.46444° сх. д. | -          | ~150      | безстічне | На карті [Архівовано 1 лютого 2018 у Wayback Machine.] | село Калиновка (Темне)                                     |
| Третє                   | 54°31′38″ пн. ш. 66°19′41″ сх. д. / 54.52722° пн. ш. 66.32806° сх. д. | -          | ~150      | безстічне | На карті [Архівовано 1 лютого 2018 у Wayback Machine.] | -                                                          |
| Хохлувате               | 54°32′02″ пн. ш. 66°30′23″ сх. д. / 54.53389° пн. ш. 66.50639° сх. д. | -          | ~150      | безстічне | На карті [Архівовано 1 лютого 2018 у Wayback Machine.] | -                                                          |
| Шубне                   | 54°29′39″ пн. ш. 66°13′13″ сх. д. / 54.49417° пн. ш. 66.22028° сх. д. | -          | ~150      | безстічне | На карті [Архівовано 1 лютого 2018 у Wayback Machine.] | -                                                          |
| Ямисте                  | 54°31′30″ пн. ш. 66°05′38″ сх. д. / 54.52500° пн. ш. 66.09389° сх. д. | -          | ~150      | безстічне | На карті [Архівовано 1 лютого 2018 у Wayback Machine.] | проходить Костанайсько-Північноказахстанський кордон       |
| Яструбине               | 54°37′35″ пн. ш. 66°13′45″ сх. д. / 54.62639° пн. ш. 66.22917° сх. д. | -          | 154       | безстічне | На карті [Архівовано 1 лютого 2018 у Wayback Machine.] | село Ястребінка                                            |